# Il commissario Rex
Il commissario Rex (Kommissar Rex) è una serie televisiva poliziesca di produzione austriaca.
La serie è incentrata sulle indagini svolte da una "squadra omicidi" di Vienna, i cui poliziotti sono affiancati da un cane da pastore tedesco di nome Rex, eccezionale animale che aiuta a risolvere i casi ricercando indizi e persone, e naturalmente, salvando vite umane.
Nel 1996 la serie ha generato uno spin-off denominato Stockinger e dal 2008 uno spin-off/sequel di nome Rex di produzione italiana. Dal 2012 va in onda la serie televisiva polacca Komisarz Alex, ispirata a Il commissario Rex.
Dal 2019 viene trasmesso Hudson & Rex, remake canadese.

## Produzione
Le dieci stagioni della serie sono ambientate a Vienna e raccontano le avventure di un gruppo di tre uomini di un ufficio di polizia criminale - la "Kriminalpolizei" austriaca - ed in particolare della Mordkommission o Squadra Omicidi. Oltre ai tre poliziotti l'ufficio comprende un cane da pastore tedesco chiamato Rex con compiti di ricerca di cadaveri e cane da fiuto per contrabbando e droghe.
Il team originale era composto da Richard Moser, Ernst Stockinger e Peter Höllerer. Questa squadra era accompagnata da un esperto medico legale, il dottor Leo Graf, e da un poliziotto in pensione, Max Koch. Moser esce di scena quando viene ucciso da un evaso dal manicomio, Kurt Hauff. Tra gli arrivi successivi si ricordano Christian Böck (che ha sostituito Stockinger tornato nella natìa Salisburgo), Alexander Brandtner (al posto di Moser) e Fritz Kunz, che ha rimpiazzato Höllerer. Successivamente all'uscita di scena di Brandtner e di Böck (rimaste immotivate), subentrano il goffo Marc Hoffmann, che sostituisce il precedente commissario, e l'avvenente Niki Herzog. Similmente a quanto avvenuto con i personaggi precedenti, i due lasciano la serie senza una spiegazione. Il dottor Graf è il solo personaggio a non aver mai abbandonato la serie.
La serie è scritta interamente in lingua tedesca, molti personaggi parlano dialetti austriaci e le scene sono ambientate a Vienna e nei suoi dintorni. Vengono usati i sottotitoli per alcuni mercati internazionali, mentre in altri la serie è doppiata. Nei paesi nei quali la trasmissione è più popolare, come in Australia, la serie viene considerata composta da 8 stagioni invece che 10: ciò è dovuto al fatto che le stagioni più brevi sono state accorpate. La stessa cosa è avvenuta per i DVD della stagione 4.
Molti attori protagonisti hanno interpretato piccoli ruoli nelle stagioni precedenti il loro ingresso nel cast fisso: è il caso di Gedeon Burkhard, il quale, prima di assumere il ruolo del protagonista Brandtner, in un episodio (il numero 10 della prima serie) ha interpretato quello di un serial killer mosso dall'ossessione di essere stato infettato dall'HIV. Anche Alexander Pschill interpretò un personaggio minore, un aiuto meccanico ricattatore, nella seconda stagione, prima di diventare Marc Hoffmann molti anni dopo.
Recentemente, a partire dalla prima stagione, tutti gli episodi vengono completamente rimasterizzati nel formato widescreen 16:9. Questi nuovi supporti sono andati anche alla Rai, che li ha lavorati con videografica e traccia audio italiana. La serie viene trasmessa in replica, nel nuovo formato, a partire dal 25 maggio 2014 su Rai 2.
Dal 3 ottobre 2016 su Rai 3, dal lunedì al venerdì, vengono trasmesse le repliche a partire dalla prima stagione in formato 16:9.

## Personaggi e interpreti
| Stagione | Interpreti di Rex                                   | Interpreti di Rex                                   | Commissari        | Commissari          |
| Stagione | Interpreti di Rex                                   | Interpreti di Rex                                   | Interprete        | Personaggio         |
| -------- | --------------------------------------------------- | --------------------------------------------------- | ----------------- | ------------------- |
| 1        | Reginald Von Ravenhorst (Santo vom Haus Zieglmayer) | Reginald Von Ravenhorst (Santo vom Haus Zieglmayer) | Tobias Moretti    | Richard Moser       |
| 2        | Reginald Von Ravenhorst (Santo vom Haus Zieglmayer) | Reginald Von Ravenhorst (Santo vom Haus Zieglmayer) | Tobias Moretti    | Richard Moser       |
| 3        | Reginald Von Ravenhorst (Santo vom Haus Zieglmayer) | Reginald Von Ravenhorst (Santo vom Haus Zieglmayer) | Tobias Moretti    | Richard Moser       |
| 4        | Reginald Von Ravenhorst (Santo vom Haus Zieglmayer) | Reginald Von Ravenhorst (Santo vom Haus Zieglmayer) | Gedeon Burkhard   | Alexander Brandtner |
| 5        | Reginald Von Ravenhorst (Santo vom Haus Zieglmayer) | Rhett Butler                                        | Gedeon Burkhard   | Alexander Brandtner |
| 6        | Rhett Butler                                        | Alex                                                | Gedeon Burkhard   | Alexander Brandtner |
| 7        | Rhett Butler                                        | Alex                                                | Gedeon Burkhard   | Alexander Brandtner |
| 8        | Rhett Butler                                        | Alex                                                | Alexander Pschill | Marc Hoffmann       |
| 9        | Rhett Butler                                        | Alex                                                | Alexander Pschill | Marc Hoffmann       |
| 10       | Rhett Butler                                        | Alex                                                | Alexander Pschill | Marc Hoffmann       |

## Episodi
| Stagione         | Episodi | Prima TV Austria | Prima TV Italia |
| ---------------- | ------- | ---------------- | --------------- |
| Prima stagione   | 14      | 1994-1995        | 1997            |
| Seconda stagione | 15      | 1995-1996        | 1997            |
| Terza stagione   | 13      | 1996-1997        | 1997            |
| Quarta stagione  | 15      | 1998             | 1998            |
| Quinta stagione  | 13      | 1999             | 1999            |
| Sesta stagione   | 12      | 2000             | 2000            |
| Settima stagione | 10      | 2001             | 2001            |
| Ottava stagione  | 13      | 2002-2003        | 2004            |
| Nona stagione    | 13      | 2003-2004        | 2005            |
| Decima stagione  | 4       | 2004             | 2006            |

## Sigla

Rex e Moser nella sigla della serie televisiva

La sigla di apertura del telefilm è variata diverse volte nel corso delle stagioni. Di solito iniziava sempre con un gesto eroico da parte di Rex, che entra in scena, ad esempio, infrangendo una vetrata (come nelle prime serie) oppure balzando sopra il cofano di un'auto in corsa. Successivamente venivano presentati i vari protagonisti, sempre alle prese con particolari momenti di azione o di svago e presentati poi con dei primi piani.
Gli elementi che accomunavano le sigle delle differenti serie erano uno sfondo scuro durante la presentazione dei personaggi e la canzone cantata in inglese che accompagnava la sigla, il cui titolo è A Good Friend, incisa dalla cantante Kathy Sampson. La canzone tuttavia, sebbene rimasta sostanzialmente invariata, è stata spesso cambiata nell'arrangiamento nel corso delle stagioni.

## Sequel, remake e spin-off ispirati
- Karl Markovics, interprete del personaggio di Ernst Stockinger, è uscito dalla serie alla fine della seconda stagione per partecipare alla serie Stockinger, spin-off de Il commissario Rex.
- Dal 2008 al 2015 è stato prodotto un sequel del telefilm di produzione italiana Rex, ambientato in Italia.
- La Polonia ha deciso di produrre la versione polacca Komisarz Alex.
- La versione slovacca Komisár Rex è stata prodotta nel 2017 (TV Markíza).
- Nel 1997 è stato prodotto il film per la televisione della serie Rex cucciolo - Le avventure di un piccolo commissario (Baby Rex - Der kleine Kommissar), diretto da Oliver Hirschbiegel. Il cucciolo protagonista è Rhett Butler, il secondo interprete di Rex nella serie madre.
- Nel 2019 è uscito il reboot canadese Hudson & Rex, trasmesso da Citytv.

### In ordine di uscita
- Il commissario Rex (1994-2004)
- Stockinger (1996) – spin-off
- Rex cucciolo - Le avventure di un piccolo commissario (1997) – prequel
- Rex (2008-2015) – sequel
- Komisarz Alex (2012-in corso) – remake
- Hudson & Rex (2019-in corso) – remake

### In ordine della  storia
- Rex cucciolo - Le avventure di un piccolo commissario (1997)
- Il commissario Rex (1994-2004)
- Stockinger (1996)
- Rex (2008-2015)

## Pubblicazioni filmografiche
Riportati di seguito i DVD usciti riguardanti Il commissario Rex.
- In Italia è uscito un DVD contenente la prima serie del Commissario Rex integrale (solo la puntata Rischi di cuore e Capolinea Vienna hanno una piccola censura e tutti i titoli di coda), mentre sono interi alcuni episodi che in Italia sono stati quasi sempre censurati. C'è una versione da collezione che contiene un box color verde con 3 dischi oppure la versione da edicola che conta altrettanti dischi ma con uno sfondo giallo in copertina e non sono raccolti in un unico box ma in 3.
- In Australia sono uscite tutte le serie di Rex compreso quella con Kaspar Capparoni che ha l'audio in italiano. Sono uscite anche la seconda e la terza serie con Kaspar Capparoni in DVD e inoltre gli episodi vecchi austriaci sono stati riassunti in 2 box edizione limitata da 21 dischi contenenti dalla stagione 1 alla 5 e dalla 6 alla 10 l altro (per un totale di circa 40 DVD). Tutti gli episodi sono privi di censure, eccezion fatta per l'episodio Rischi di cuore e Sui tetti di vienna dove in Australia sono stati fatti tagli all'origine.
- Da gennaio 2015 è in vendita la 1ª stagione completa (rimasterizzata) da 4 Dvd con il titolo Rex con Tobias Moretti - Koch Media Italia.
- Da giugno 2015 è in vendita la 2ª stagione completa (rimasterizzata) da 4 Dvd con il titolo Rex con Tobias Moretti - Koch Media Italia.
- Da luglio 2015 è in vendita la 3ª stagione completa (rimasterizzata) da 4 Dvd con il titolo Rex con Tobias Moretti - Koch Media Italia.
- Da agosto 2015 è in vendita la 4ª stagione completa (rimasterizzata) da 6 Dvd con il titolo Rex con Tobias Moretti e Gedeon Burkhard - Koch Media Italia.

## Distribuzione internazionale
Il commissario Rex è stato trasmesso nei seguenti paesi:
- Austria (ORF)
- Australia (SBS network)
- Belgio (RTL-TVi)
- Canada (Québec)
- Cile (CHV, TVN)
- Croazia (Nova TV)
- Francia (France 2, France 3)
- Germania (Sat.1, ZDF)
- Gran Bretagna
- Grecia (Alpha e Alter - doppiato)
- Italia (Rai 2), (Rai 1), (Rai 3) (Gli episodi censurati su Rai 1 sono stati trasmessi su RaiSat Premium) (DIVA Universal - doppiato fino alla decima stagione)
- Paesi Bassi (RTL 4, ora su Tien)
- Portogallo (SIC)
- Polonia (TVP1)
- Repubblica Ceca (Prima network - doppiato), (TV Nova network - doppiato)
- Romania (Prima TV), (Axn Crime)
- Russia (Rossija 1, STS, Domestico, DTV (Pepe TV), Sette TV, Fox Crime (Russia))
- Slovacchia (TV Markíza, 1995 - 2011 - doppiato)
- Spagna (le serie austriache FORTA, quelle italiana Antena 3 - doppiato)
- Svezia (TV4), (Kanal 9)
- Uruguay (Teledoce)
- Svizzera (trasmesso in lingua originale su DRS, doppiato in francese su TSR, doppiato in italiano su RSI)
- Ucraina (STB, 2+2, Enter-film)
- Ungheria (TV2 - doppiato)
- Bulgaria (Diéma, Nova TV)
- Iran (PMC FAMILY)